# August Ferdinand Möbius

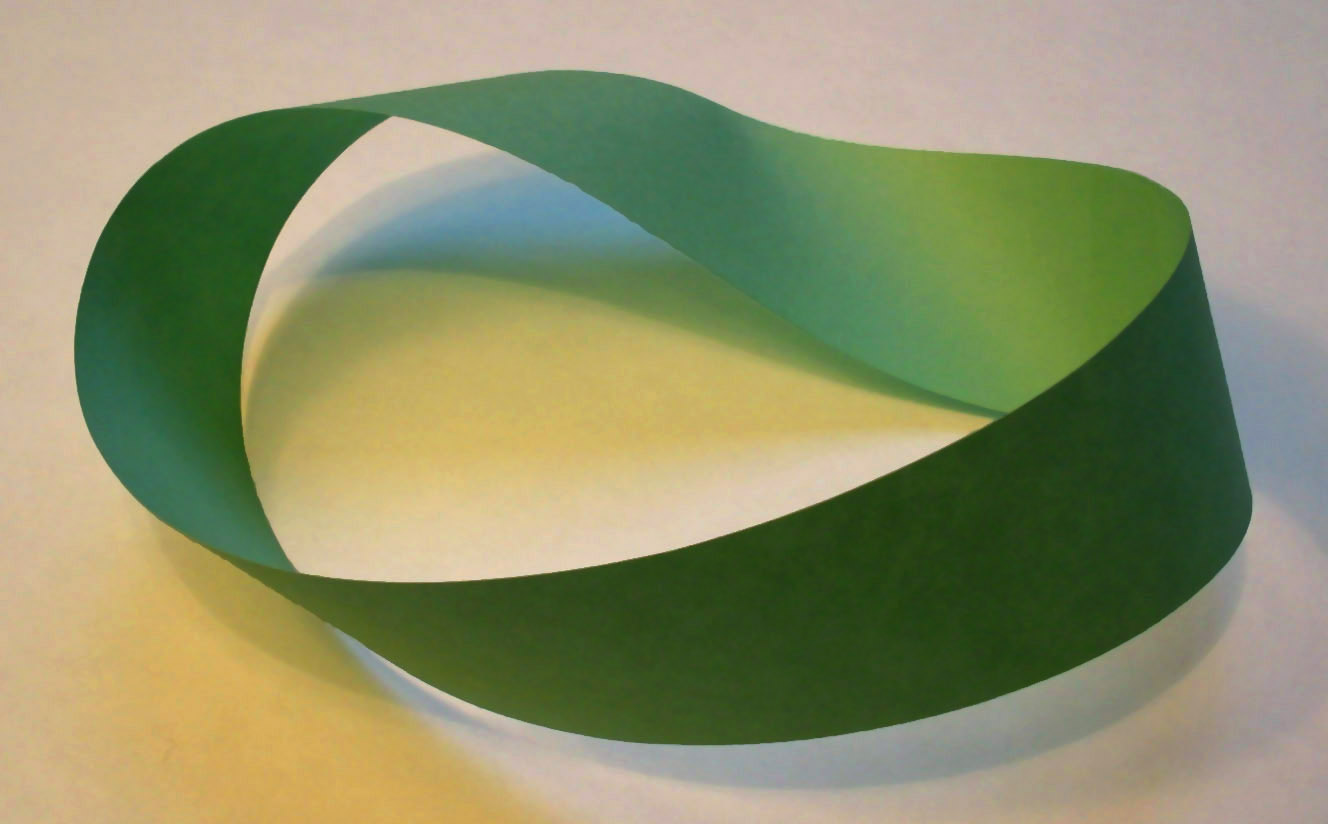
Möbius-szalag papírból kivágva

August Ferdinand Möbius (Schulpforta, Szász Választófejedelemség, 1790. november 17. – Lipcse, Szász Királyság, 1868. szeptember 26.) német matematikus és csillagász.

## Pályafutása
Kezdetben otthon tanult, és házitanítója, Friedrich Wilhelm Thiersch a kiegyensúlyozott oktatás érdekében igyekezett meggátolni tanítványa egyoldalú matematikai érdeklődésének kifejlődését. Később azonban az iskolában Johann Gottlieb Schmidt izgalmas matematikaoktatásban részesítette. 1809-től a Lipcsei Egyetemen tanult, először egy fél évig jogot, azután azonban matematikát, fizikát és csillagászatot. A csillagászat professzora, Carl Brandan Mollweide segédjeként foglalkoztatta. 1813–14-ben ösztöndíjasként egy fél évig Göttingenben tanult Carl Friedrich Gaussnál.
Mivel megélhetéséről magának kellett gondoskodnia, Halléban vállalt matematika–fizika tanári állást. Ezzel párhuzamosan matematikai ismereteit Johann Friedrich Pfaffnál bővítette. 1815-ben Lipcsében habilitált a trigonometriai egyenletek analitikus tárgyalásáról szóló munkájával. 1816-ban pleissenburgi csillagvizsgálóban kapott állást, ugyanakkor a lipcsei egyetemen a csillagászat rendkívüli tanárává nevezték ki. Elutasította a Greifswaldban (1816) illetve Dorpatban (1819) felajánlott állást, megelégedett azzal, hogy 1820-ban a csillagvizsgáló igazgatója lett. 1825-ben a lipcsei egyetemen a matematika professzorává nevezték ki. 1844-ben a jénai egyetemen az elméleti mechanika és csillagászat tanára lett.
Noha hivatásszerűen inkább csillagászattal foglalkozott, ismertségét egyik felfedezése révén, a róla elnevezett Möbius-szalaggal szerezte. A Möbius-szalag egy nem irányítható, kétdimenziós felület (aminek mindössze egyetlen oldala van) az euklideszi térbe ágyazva. Hasonló felfedezést tett Johann Benedict Listing is körülbelül Möbiusszal egyidőben.
Möbius vezette be a homogén koordinátákat a projektív geometria eszköztárába. A projektív geometriában fontos szerepet betöltő Möbius-transzformációk nem tévesztendők össze a számelméletben használatos, szintén Möbius-transzformációnak nevezett művelettel. A számelméletben elért eredményeinek szép bizonyítéka a róla elnevezett Möbius-függvény μ(n) és a Möbius inverziós formula.

## Művei
- Beobachtungen auf der Königlichen Universitäts-Sternwarte zu Leipzig: mit vorausgeschickter Beschreibung der jetzigen Einrichtung dieser Sternwarte, und einem Anhange geometrischen Inhalts. Cnobloch, Leipzig 1823 Online elérés
- Die wahre und die scheinbare Bahn des Halley'schen Kometen bei seiner Wiederkunft im Jahre 1834 anschaulich dargestellt und allgemein faßlich erklärt. Göschen, Leipzig 1834 Online elérés
- Die Hauptsätze der Astronomie zum Gebrauche bei seinen Vorlesungen für Gebildete. Göschen, Leipzig 1844 Online elérés